# 발작성 심실상성 빈맥
발작성 심실상성 빈맥이란 전기 신호가 심장 내에서 맴돌면서 심장이 빠르게 뛰는 현상이다.
심장은 자발적이며 규칙적으로 반복하여 발생하는 전기 신호로 박동을 유지하게 된다. 심장 내에 있는 동방결절에서 이러한 전기 신호가 만들어지고, 만들어진 전기 신호는 심장 내에 있는 전깃줄을 타고 심장 전체로 퍼져간다. 그런데 심장 내에 불필요한 전깃줄이 있으면, 전기 신호가 심장 전체로 퍼져가는 것이 아니라, 심장 내에서 맴돌게 수가 있게 된다. 발작성 심실상성 빈맥은, 이렇게 전기 신호가 심장 내에서 맴돌면서 심장이 빠르게 뛰는 것을 말한다. 항상 심장이 빠르게 뛰는 것이 아니라, 어느 순간 갑자기, 발작적으로 빠르게 뛰었다가 멈추기를 반복한다. 심장이 이렇게 빨리 뛰게 되면, 두근거림, 가슴 불편감, 호흡곤란, 어지럼증 등이 생길 수 있고, 심하면, 의식을 잃는 수도 있다.

## 진단
평상시에 심전도를 찍어서 진단할 수 있는 경우도 있지만 (조기흥분 증후군; WPW 증후군), 대부분은 심장이 빨리 뛸 때, 심전도를 찍음으로써 진단할 수 있다. 그러나 언제 심장이 빨리 뛸지 예측할 수 없고, 지속시간이 짧은 경우, 병원을 찾아도 빈맥이 소실되어 진단에 어려움을 겪기도 한다. 증상이 자주 생긴다면, 24시간 생활심전도 검사나 심장사건기록기(이벤트 기록)등이 도움될 수도 있다. 이러한 검사로도 확인되지 않는다면, 증상이 생겼을 때, 재빨리 주위 병원으로 가서 심전도를 찍는 것이 매우 중요한 정보, 즉 확실한 진단에 크게 도움이 된다. 심전도를 찍을 만한 상황이 안 된다면, 자신의 손목에서 맥박을 만져보아, 규칙적인지, 얼마나 빨리 뛰는 지 (10초에 10~15회가 정상이다.) 등을 파악하는 것이 진단에 도움이 될 수도 있다. 이렇게 해도 진단이 되지 않고, 불편한 증상이 반복된다면, 입원해서 유발 검사를 통해 확인해볼 수도 있다. 유발 검사를 통해 발작성 심실상성 빈맥이 확인된다면, 그 자리에서 바로 치료를 시행할 수 있다.

## 치료
발작성 심실상성 빈맥은, 발작적으로 여러 가지 불편한 증상이 반복되는 병이다. 그러나 돌연심장사로 이어지는 경우는 극히 드물고, 질병 자체가 진행하거나 다른 병으로 악화하는 경우도 거의 없다. 따라서 환자 본인이 견딜 수 있고, 불편해하지만 않는다면, 반드시 적극적인 치료를 해야 하는 것은 아니다. 약물치료를 하면, 심장이 빠르게 뛰는 발작의 빈도를 줄일 수가 있다. 증상이 자주 생기지 않는다면, 증상이 생겼을 때만 약물을 복용하거나, 경동맥 압박, 눈 압박 등의 응급조치를 시행해 볼 수도 있다. 가장 효과적이고 근본적인 치료는 도자절제술이다. 도자절제술을 통해, 불필요한 전깃줄을 잘라내면, 완치될 가능성이 95% 이상이며, 시술에 따른 합병증 발생 가능성은 1% 이내이다. 시술은 1시간 정도 걸리게 되며, 곧 정상 생활 복귀가 가능하다.